# 小知野村
小知野村（おじのむら）は、かつて岐阜県武儀郡にあった村である。
現在の関市武芸川町小知野に該当する。

## 歴史
- 1889年（明治22年）7月1日 - 町村制により、小知野村が発足。
- 1897年（明治30年）4月1日 - 高野村、八幡村、跡部村、広見村と合併し、南武芸村が発足。同日小知野村は廃止。